# Aquarius (Party Animals)
Aquarius is de derde single van de Party Animals en staat op hun eerste album Good Vibrations uit 1996. In juli dat jaar werd het nummer op single uitgebracht. Het nummer is een happy hardcore bewerking van het gelijknamige nummer uit de musical Hair uit 1969.

## Achtergrond
In Nederland was de single in week 29 van 1996 Alarmschijf op Radio 538 en behaalde de platina status platina.

Aquarius stond elf weken genoteerd in de Nederlandse Top 40, waarvan drie weken op de eerste plaats. De single behaalde de 23ste plaats in de Top 40-jaarlijst van 1996.
In de publieke hitlijst; de Mega Top 50 op Radio 3FM behaalde de single eveneens de nummer 1-positie en stond drie weken op deze positie en in totaal twaalf weken in de hitlijst genoteerd.
In België werd de single wel regelmatig gedraaid op de radio, maar behaalde desondanks géén notering in zowel de Vlaamse Ultratop 50, de Vlaamse Radio 2 Top 30 als de Waalse Ultratop 50.

## Cd Single
1. Aquarius (Flamman & Abraxas radio mix)
2. Hou Op!
3. Not So Good Vibrations
4. Misadventures Of The Spiegelman (part 1)
5. Misadventures Of The Spiegelman (part 2)

## Hitnoteringen

### Nederlandse Top 40

#### AlarmschijfRadio 538week 29 1996
| Aquarius in de Nederlandse Top 40 - binnen: 26-07-1996 | Aquarius in de Nederlandse Top 40 - binnen: 26-07-1996 | Aquarius in de Nederlandse Top 40 - binnen: 26-07-1996 | Aquarius in de Nederlandse Top 40 - binnen: 26-07-1996 | Aquarius in de Nederlandse Top 40 - binnen: 26-07-1996 | Aquarius in de Nederlandse Top 40 - binnen: 26-07-1996 | Aquarius in de Nederlandse Top 40 - binnen: 26-07-1996 | Aquarius in de Nederlandse Top 40 - binnen: 26-07-1996 | Aquarius in de Nederlandse Top 40 - binnen: 26-07-1996 | Aquarius in de Nederlandse Top 40 - binnen: 26-07-1996 | Aquarius in de Nederlandse Top 40 - binnen: 26-07-1996 | Aquarius in de Nederlandse Top 40 - binnen: 26-07-1996 | Aquarius in de Nederlandse Top 40 - binnen: 26-07-1996 |
| Week                                                   | 1                                                      | 2                                                      | 3                                                      | 4                                                      | 5                                                      | 6                                                      | 7                                                      | 8                                                      | 9                                                      | 10                                                     | 11                                                     |                                                        |
| ------------------------------------------------------ | ------------------------------------------------------ | ------------------------------------------------------ | ------------------------------------------------------ | ------------------------------------------------------ | ------------------------------------------------------ | ------------------------------------------------------ | ------------------------------------------------------ | ------------------------------------------------------ | ------------------------------------------------------ | ------------------------------------------------------ | ------------------------------------------------------ | ------------------------------------------------------ |
| Nummer                                                 | 10                                                     | 2                                                      | 2                                                      | 1                                                      | 1                                                      | 1                                                      | 3                                                      | 6                                                      | 11                                                     | 23                                                     | 40                                                     | uit                                                    |

### Mega Top 50
| "Aquarius" in de Mega Top 50 - binnen: 27-07-1996 | "Aquarius" in de Mega Top 50 - binnen: 27-07-1996 | "Aquarius" in de Mega Top 50 - binnen: 27-07-1996 | "Aquarius" in de Mega Top 50 - binnen: 27-07-1996 | "Aquarius" in de Mega Top 50 - binnen: 27-07-1996 | "Aquarius" in de Mega Top 50 - binnen: 27-07-1996 | "Aquarius" in de Mega Top 50 - binnen: 27-07-1996 | "Aquarius" in de Mega Top 50 - binnen: 27-07-1996 | "Aquarius" in de Mega Top 50 - binnen: 27-07-1996 | "Aquarius" in de Mega Top 50 - binnen: 27-07-1996 | "Aquarius" in de Mega Top 50 - binnen: 27-07-1996 | "Aquarius" in de Mega Top 50 - binnen: 27-07-1996 | "Aquarius" in de Mega Top 50 - binnen: 27-07-1996 | "Aquarius" in de Mega Top 50 - binnen: 27-07-1996 |
| Week                                              | 1                                                 | 2                                                 | 3                                                 | 4                                                 | 5                                                 | 6                                                 | 7                                                 | 8                                                 | 9                                                 | 10                                                | 11                                                | 12                                                |                                                   |
| ------------------------------------------------- | ------------------------------------------------- | ------------------------------------------------- | ------------------------------------------------- | ------------------------------------------------- | ------------------------------------------------- | ------------------------------------------------- | ------------------------------------------------- | ------------------------------------------------- | ------------------------------------------------- | ------------------------------------------------- | ------------------------------------------------- | ------------------------------------------------- | ------------------------------------------------- |
| Nummer                                            | 10                                                | 2                                                 | 2                                                 | 2                                                 | 1                                                 | 1                                                 | 1                                                 | 4                                                 | 10                                                | 17                                                | 25                                                | 48                                                | uit                                               |